# Kevin Tapoko
Kevin Tapoko (Laval, 13 april 1994) is een Burkinees-Franse voetballer die als middenvelder speelt. In 2016 verruilde hij Royal Mouscron-Péruwelz voor White Star Brussel.

## Carrière
Kevin Tapoko werd geboren in de Franse stad Laval, waar hij zich op jonge leeftijd aansloot bij voetbalclub Stade Lavallois. In 2009 werd hij ontdekt door Olympique Lyon. Tapoko bracht twee jaar door in de jeugdacademie van de Franse topclub alvorens de overstap te maken naar Le Mans. In het seizoen 2011/12 mocht de 17-jarige Fransman twee keer invallen voor het reserveteam.
In de zomer van 2012 versierde Tapoko een transfer naar de Zwitserse eersteklasser FC Lausanne-Sport. Bij die club moest hij zich eveneens tevreden stellen met twee invalbeurten. De Zwitserse club eindigde net boven de degradatiezone en nam na het seizoen opnieuw afscheid van Tapoko, die vervolgens in België op zoek ging naar een nieuwe werkgever. In augustus 2013 mocht hij testen bij tweedeklasser Sint-Truiden. Een maand later tekende hij een eenjarig contract bij reeksgenoot Dessel Sport. Onder coach Guido Brepoels kreeg Tapoko regelmatig een basisplaats. Op 30 november 2013 scoorde hij tegen KSK Heist zijn eerste doelpunt voor Dessel. Na afloop van het seizoen werd de middenvelder gelinkt aan Club Brugge en KSC Lokeren, maar tot een transfer kwam het niet. In november 2014 keerde de Tapoko terug naar Dessel, waar Bart Wilmssen inmiddels hoofdcoach was. Tapoko speelde er zich opnieuw in de kijker en versierde na de winterstop een transfer naar reeksgenoot Oud-Heverlee Leuven. Met de club uit Leuven nam hij aan het einde van het seizoen 2014/15 deel aan de eindronde. Tapoko en zijn ploegmaats verzekerden zich op 24 mei 2015 van de promotie naar Eerste Klasse door op het veld van KAS Eupen met 0-1 te winnen. Eind december 2015 werd zijn contract ontbonden. Hij speelde een half seizoen voor Royal Mouscron-Péruwelz en sinds medio 2016 voor White Star Brussel.

## Statistieken
| Seizoen | Club               | Land                 | Competitie    | Competitie | Competitie | Beker | Beker | Supercup | Supercup | Europees | Europees | Totaal | Totaal |   |
| Seizoen | Club               | Land                 | Competitie    | Wed.       | Dlp.       | Wed.  | Dlp.  | Wed.     | Dlp.     | Wed.     | Dlp.     | Wed.   | Dlp.   |   |
| ------- | ------------------ | -------------------- | ------------- | ---------- | ---------- | ----- | ----- | -------- | -------- | -------- | -------- | ------ | ------ | - |
| 2012/13 | Lausanne-Sport     | Vlag van Zwitserland | Super League  | 2          | 0          | 0     | 0     | —        | —        | —        | —        | 2      | 0      |   |
| 2013/14 | Dessel Sport       | Vlag van België      | Tweede klasse | 15         | 1          | 0     | 0     | —        | —        | —        | —        | 15     | 1      |   |
| 2014/15 | Dessel Sport       | Vlag van België      | Tweede klasse | 9          | 1          | 0     | 0     | —        | —        | —        | —        | 9      | 1      |   |
| 2014/15 | Dessel Sport       | Vlag van België      | Tweede klasse | OH Leuven  | 10         | 1     | 0     | 0        | —        | —        | —        | —      | 10     | 1 |
| 2014/15 | Moeskroen-Péruwelz | Vlag van België      | Tweede klasse | 1          | 0          | 0     | 0     | —        | —        | —        | —        | 1      | 0      |   |
| 2014/15 | TOTAAL             | TOTAAL               | TOTAAL        | TOTAAL     | 36         | 3     | 0     | 0        | 0        | 0        | 0        | 0      | 36     | 3 |